# Eduardo Ferigato
Eduardo Ferigato (Campinas, 19 de novembro de 1976) é um quadrinista brasileiro. 
Iniciou a carreira em 2004, trabalhou no mercado norte-americano ilustrando a revista The Last Phantom, do personagem O Fantasma, escrita por Scott Beatty. No Brasil, participou de coletâneas como Memórias do Mauricio, dedicada ao quadrinhista Mauricio de Sousa, publicada pela Panini Comics e teve quadrinhos publicados de forma independente pelo coletivo QUAD, do qual faz parte. Em 2012, organizou uma versão em quadrinhos de Feira da Fruta, uma paródia redublada de um episódio da série do Batman dos anos 1960 ("Um adversário à altura de um medonho bandido", o episódio 16 da 1ª temporada, essa versão em quadrinhos ganhou o 25º Troféu HQ Mix, em 2013, na categoria "Web quadrinhos". Foi artista sênior de concept 3D na empresa de jogos para mobile Top Free Games e ministrou um curso na Pandora Escola de Artes. Em 2017, ganhou o Troféu HQ Mix na categoria "melhor publicação independente de autor" com o romance gráfico Opala 76. Em junho de 2019, a Panini Comics publicou Piteco: Fogo, uma graphic novel do Piteco de Mauricio de Sousa produzida por Ferigato para o selo Graphic MSP,  que apresenta novos personagens, como Thala, a filha crescida de Piteco e Thuga, podendo ser considerado uma continuação Piteco: Ingá, escrita e desenhada por Shiko.. Em novembro de 2020, durante uma live para Comic Con Experience, foi anunciada mais uma graphic novel escrita e desenhada por Ferigato. Intitulada Piteco: Presas, a graphic novel foi lançada em dezembro de 2021.